# Jacob ben Joseph Harofe
Jacob ben Joseph Harofe conosciuto anche come Yaakov Bar Yosef (1780 c.a – Baghdad, 2 ottobre 1851) è stato un rabbino, filosofo, letterato ed ebraista iracheno, autore di molte opere religiose. Veniva considerato uno dei più grandi studiosi dell'epoca della Torah della sua generazione. Scrisse molte novelle, omelie e commenti sulla Torah. Il suo discepolo più famoso fu Hakham Abdallah Somekh.

## Biografia
Poche notizie si sanno sulla sua vita. Studiò insieme ai rabbini Moshe Hayyim, Reuven Nawi, e Nissim Mashliah. Nel 1848 fu visitato dal viaggiatore romano-ebreo J. J. Benjamin, il quale lo descrisse come: "molto rispettoso, in virtù delle sue eccellenze qualità e ampie conoscenze".
Morì a causa di un'epidemia di colera il 2 ottobre 1851 e venne sepolto nel cortile della tomba del sommo sacerdote Giosuè a Baghdad. Una delle sue figlie, Rebbetzin Esther, sposò il rabbino Moshe Shamash, che in seguito divenne il rabbino capo della comunità irachena, mentre suo figlio, Joseph divenne uno studioso della Torah.

## Opere selezionate
- Prayer Book for Sabbath with a commentary on Canticles[5]
- Shir Hadash (commento al Cantico dei cantici)[2]
- Nava Tehilla[6]
- Shemen Hatov (in Maseches Beitza)[7]